# Ophryops pseudofuscicollis
Ophryops pseudofuscicollis là một loài bọ cánh cứng trong họ Cerambycidae.